# 斡可歹
斡可歹，元朝官员，乞卜察兀（钦察）人。
他的祖父是曲出，在蒙古西征时归降，于是在速不台麾下担任百户。父亲兀都带袭任百户。跟随速不台攻打金朝河中、凤翔、汴京、蔡州，又跟随口温不花攻打南宋襄阳、郢州、德安、淮西。驻守光州，南宋来攻，中流箭而死，时年五十一岁。斡可歹袭任百户。跟随阿术攻打襄阳，斩杀宋朝白都统。授为忠显校尉、蒙古军总把、佩金符，监真定、河间、曹州、大名各翼千户，跟随大军渡江伐宋，擢升为元帅府知事，转任经历，提供西安河东军衣军粮，被赐鞍勒弓矢。历任泰州同知、宣政院断事官、宣政院经历。改文阶，为朝列大夫。征取西番所欠金五千两，钞八万五千挺。为母亲守孝后，担任参议宣政院事。出任吐蕃宣慰使，佩虎符，入朝为吏部郎中。至大初年，按上意诬告宁王阔阔出图谋不轨，元武宗提升他为吏部侍郎。